# Suffizienz (Medizin)
Suffizienz (lat. für Hinlänglichkeit oder Zulänglichkeit) ist der medizinische Begriff für eine ausreichende Funktionsfähigkeit bzw. uneingeschränkte Leistung eines Organs oder Organsystems.
So wird in der Notfallmedizin durch die Messung des Sauerstoffgehaltes im Blut die Suffizienz des Herz-Kreislauf-Systems überwacht.
Mit Hilfe einer Ultraschalluntersuchung kann die Suffizienz von Venen überprüft werden.
Das häufiger verwendete Gegenteil ist die Insuffizienz.